# Каллиник (Деменопулос)
Митрополи́т Каллиник (греч. Μητροπολίτης Καλλίνικος, в миру Нико́лаос Демено́пулос греч. Νικόλαος Δεμενόπουλος; род. 1959, Афины) — епископ Элладской православной церкви, митрополит Паронаксийский (с 2008).

## Биография
Родился в 1959 году в Афинах, в Греции, в семье, происходившей из Наксоса. Окончил афинскую школу Варвакиос.
Окончил богословский институт Афинского университета, после чего стажировался в аспирантуре в области канонического права.
После прохождения службы в армии, преподавал богословие в школе Арсакион в Психиконе.
25 октября 1986 года был рукоположен в сан диакона, а 29 октября 1989 года митрополитом Идрским Иерофеем был рукоположен в сан пресвитера и возведён в достоинство архимандрита. Служил проповедником в Неасмирнской, Идрской и Параноксийской митрополиях, а также с 1998 по 2008 год исполнял обязанности секретаря Священного синода Элладской православной церкви.
24 июня 2008 года решением Священного синода иерархии Элладской православной церкви был избран (44 голосами из 73 избирателей) для рукоположения в сан митрополита Паронаксийский (епископ Диавлийский Дамаскин (Карпафакис) — 25 голосов, архимандрит Никодим (Павлопулос) — 1 голос; 1 бюллетень был пустой и 1 недействительный).
30 июня 2008 года состоялась его архиерейская хиротония.